# دزمهم (حديبو)

تعديل مصدري - تعديل

دزمهم إحدى قرى مديرية حديبو التابعة لمحافظة سقطرى، بلغ تعداد سكانها 45 نسمة حسب تعداد اليمن لعام 2004.